# جامبوجت
جامبوجت یا جَمبوجِت به معنای جَمبو (جامبو) (به انگلیسی: Jumbo) (بزرگ، جادار) و جت به معنای سریع نامی است که شرکت بوئینگ برای سری ۷۴۷ خود برگزیده است.
جامبوجت همچنین (به انگلیسی: Jambojet) یک شرکت هواپیمایی با کد یاتا JX است که در ۱۳ سپتامبر ۲۰۱۳ میلادی تأسیس شده و در ۱ آوریل ۲۰۱۴ فعالیتش را آغاز کرده‌است. دفتر مرکزی جامبوجت در نایروبی، کنیا واقع شده‌است و قطب این شرکت هواپیمایی در فرودگاه بین‌المللی جومو کنیاتا قرار دارد و به ۷ مقصد، پرواز انجام می‌دهد.
ریشه اصلی این نام از هواپیمایی است که توسط شرکت بوئینگ نام گذاری شده‌است، جَمبوجِت نام دیگر هواپیما بوئینگ سری ۷۴۷ می‌باشد ،جمبوجت ۷۴۷ (به انگلیسی: Jumbo Jet 747) یک هواپیمای جت پهن‌پیکر مسافربری و هواپیما باربری که دو برابر هواپیما سری بوئینگ ۷۰۷ است و باری است که با همکاری مشترک بوئینگ آمریکا و چند شرکت پیرو از جمله ناسا در کارخانه بوئینگ تولید می‌شود. همکاری ناسا و بوئینگ در ساخت هواپیماها به‌صورت متقابل است و انتقال تکنولوژی بین آنها به‌صورت دو طرفه صورت می‌گیرد و بوئینگ در برخی موارد به ناسا در ساخت پیشرانه‌ها کمک می‌کند. هواپیمای‌های مدل جمبوجت ۷۴۷ پس‌از هواپیمای ایرباس ای۳۸۰ دومین هواپیمای بزرگ مسافربری در جهان است.
ساخت این بوئینگ به علت تفاوت‌های منحصر به فردش درنسل گذشته باعث بروز انقلابی در صنایع هوایی شد و استقبال گسترده‌ای را داشت یکی از اصلی‌ترین تفاوت‌ها مصرف میزان سوخت آن بود که باعث رشد بسیاری از شرکت‌های هواپیمایی گردید.
جَمبوجِت همچنین نام یک سامانه بین‌المللی ایرانی و چینی است که واسط خرید از سایتهای علی بابا دات کام ، تائو بائو یا علی اکسپرس چین می‌باشد.

## تاریخچه

### تولد
داستان از زمانی به وجود آمد که بوئینگ سری ۷۰۷ را، روانه بازار کرد، در آن زمان بوئینگ اولین جت خود را در سال ۱۹۵۷ میلادی معرفی و رسماً وارد ساخت هواپیمای جت شد.پس از آن در سال ۱۹۶۳ بوئینگ در میان گروهی از هواپیما سازانی قرار گرفت که برای قرارداد نظامی نیروی هوایی ایالات متحده آمریکا بابت ساخت یک هواپیمای پهن پیکر با هم رقابت می‌کردند.
در آن زمان بوئینگ ۷۰۷ و داگلاس دی سی ۸ (تولید توسط شرکت مک دانلد داگلاس صورت گرفته بود) با هم در رقابت نزدیکی بودند بزرگترین مشتری شرکت بوئینگ در آن زمان شرکت پان آمریکن ورلد ایروز بود که به شرکت بوئینگ فشار بسیار زیاد وارد گردد که هواپیمایی بزرگ‌تر با صندلی بیشتر ایجاد کند،
سرانجام جمبوجت در آوریل ۱۹۶۶ متولد شد و در سال سپتامبر ۱۹۶۸ با قیمت اولیه ۵۲۵ میلیون تحویل شرکت پان آمریکن رولد ایروز شد، نام این سری جمبوجت ۷۴۷–۱۰۰ می‌باشد.
در نگاه اول جمبوجت ۷۴۷ دو برابر مدل بوئینگ ۷۰۷ بود و باعث کاهش شدید هزینه هر صندلی برای شرکت‌های هواپیمایی شد. مهندسان این غول هوایی به رهبری جو ساتر را جوری طراحی کرده بودند که هم تعداد زیادی مسافر را حمل کند و هم قادر به حمل کالاهای بزرگ باشد این برنامه باعث شد عمر توسعه و تولید همیشگی این هواپیما دوست داشتنی بسیار زیاد شود.

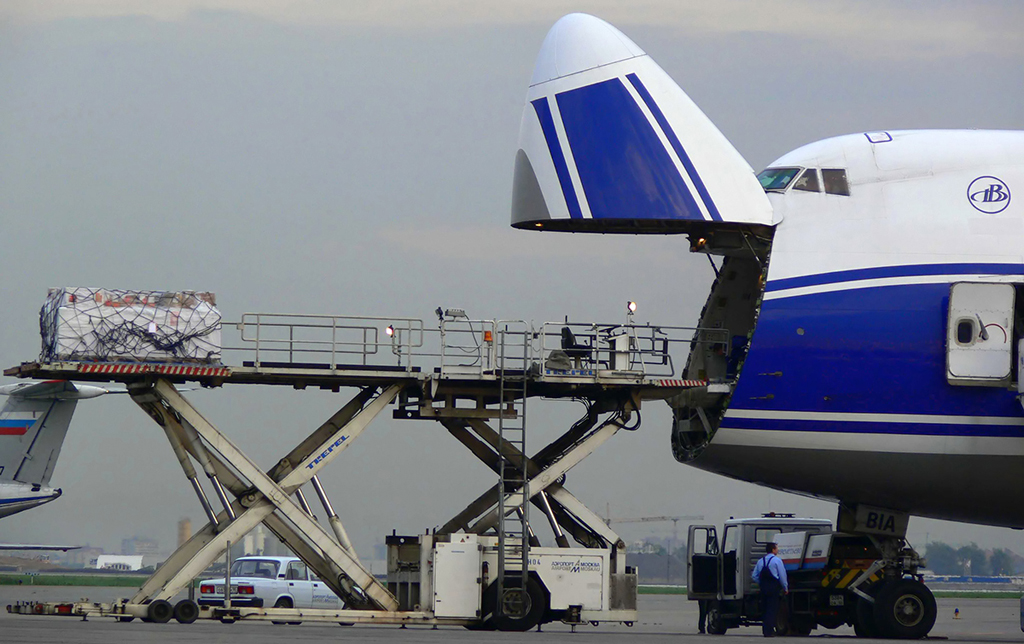
جمبوجت مدل ۷۴۷–۲۰۰ اف نوع باربری در حال بارگیری

#### اولین پرواز
اولین پرواز آن ۹ فوریه ۱۹۶۹ انجام شد و با اولین پرواز خود در تاریخ ۲۲ ژانویه از نیویورک به مقصد لندن به خدمت گرفته شد.علت تأخیر پرواز پس از تحویل هواپیما آزمایش، آزمون و آموزش خلبانان بود، در روز اولین پرواز اتفاق جالبی افتاد، نام اولین هواپیما کلیپر جوان بود که به علت نقض فنی در روز ۲۱ ژانویه پرواز یک روز به تأخیر افتاد و بلافاصله پان آمریکن هواپیمای دوم که نامش کلیپر کبیر بود را جایگزین اولین هواپیما کرد و سریعاً نام آن را با اولین فروند تغییر داد و دومین فروند نام کلیپر جوان را گرفت و با ۳۳۵ مسافر و ۲۰ پرسنل پرواز از فرودگاه جان اف کندی نیویورک به سمت فرودگاه هیترو لندن پرواز کرد.

#### توسعه
این پرنده غول پیکر سالها توسعه یافته و هم‌اکنون نسل‌های جدید آن تولید و روانه بازار شده‌است گرچه بعدها مک دانلد داگلاس با بوئینگ دو رقیب قدیمی ادغام شدند.
گرچه اقبال به این هواپیما با خلق رقبایی جدید کمتر شد اما کارخانه بوئینگ هم‌اکنون سری ۸ این محصول را با موفقیت برای امور برابری در زیر خط تولید دارد.

## اسامی و لقب‌ها
امروزه جامبوجت‌ها جایگاهی ویژه در نزد عموم مردم و مسافران پروازهای بین‌المللی پیدا کرده‌است و به همین دلیل به آن لقب ملکه آسمان‌ها را داده‌اند.
طبقه بالای بوئینگ ۷۴۷ به کلوپی در آسمان شهرت دارد.
جمبوجت اولین هواپیمای بزرگ جهان بود برای همین نام هواپیمای غول پیکر را دریافت کرد.